# Volatiliteit

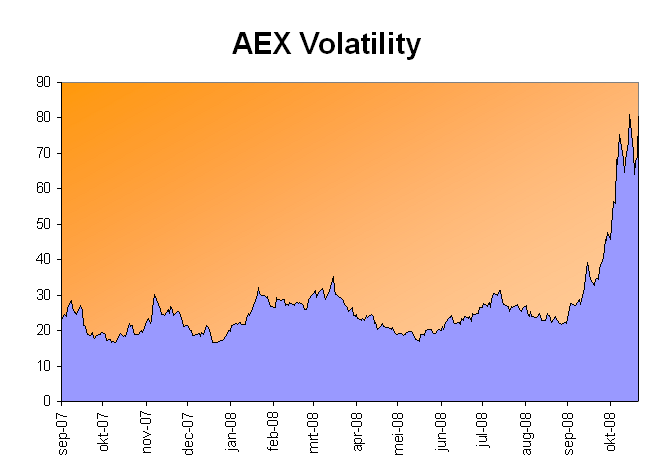
De verwachte volatiliteit afgelezen uit opties op de AEX index tussen september 2007 en oktober 2008

In de financiële markten is de volatiliteit de mate van beweeglijkheid van de koers van een aandeel of een ander financieel product zoals een aandelenindex of valuta. Stabiele aandelen zoals Unilever en Royal Dutch Shell hebben een vrij lage volatiliteit. Aandelen van kleine en meer speculatieve bedrijven hebben daarentegen een hoge volatiliteit. Op de korte termijn wordt het risico van aandelen bepaald door de volatiliteit. Hoe hoger de volatiliteit van een aandeel hoe groter het risico.

## Berekening
Voor de berekening van de volatiliteit wordt gewoonlijk de standaarddeviatie berekend aan de hand van de koersen van het betreffende effect over een relevante periode. Hier heeft de volatiliteit betrekking op koersbewegingen in het verleden.

## Gevolgen voor waardering opties
Opties hebben betrekking op koersbewegingen in de toekomst en hebben daarom te maken met verwachte volatiliteit. Hoe hoger de verwachte volatiliteit van het onderliggende aandeel is, hoe meer er voor de optie zal worden betaald. De kans dat de optie veel geld waard zal worden is groter, dus om dit risico te compenseren zal de prijs hoger zijn.
Als een onderneming binnenkort haar resultaten bekend zal maken, zal de verwachte volatiliteit hoger zijn en de opties duurder. De kans dat het aandeel sterk zal dalen of stijgen naar aanleiding van de resultaten is namelijk veel groter dan in normale periodes. De verwachte volatiliteit zal altijd voor calls en puts met dezelfde uitoefenprijs en looptijd gelijk zijn.

## Verwachte volatiliteitsindex
De verwachte volatiliteit kan berekend worden. Hoe hoger deze waarde is, hoe meer beweging de markt als geheel lijkt te verwachten. Doorgaans wordt beweging geassocieerd met risico, en functioneert de verwachte volatiliteit als een angstbarometer van de beurs. Onder andere in Chicago op de CBOE kan men handelen in de "verwachte volatiliteit" van de opties op de S&P 500 index, de VIX.